# Paranoá-See

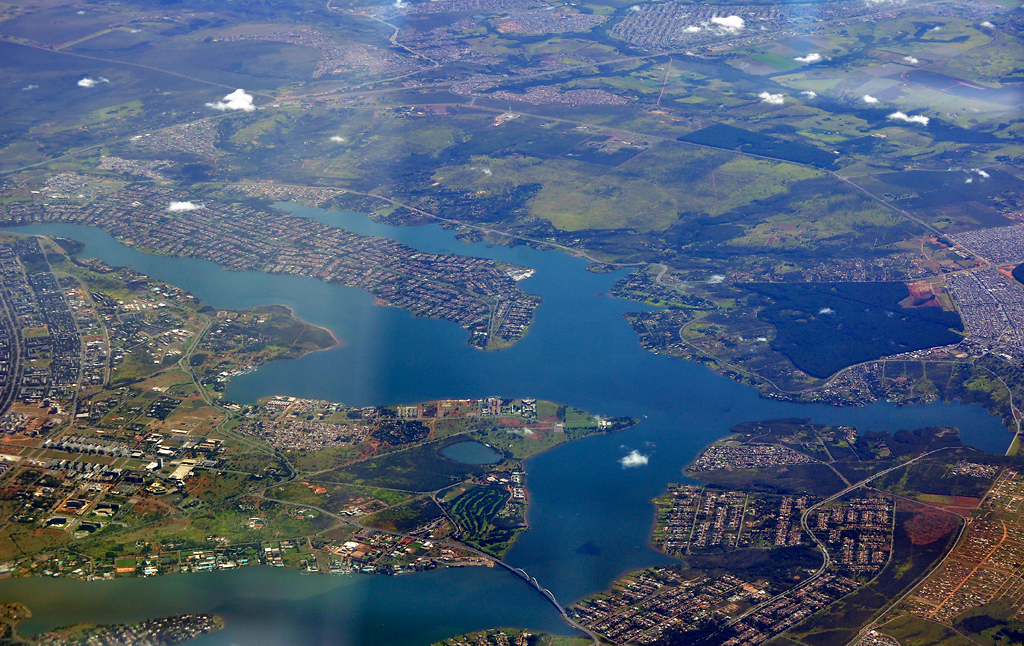
Paranoá-See, rechts ist der Staudamm zu erkennen

Der Paranoá-See (portugiesisch Lago Paranoá) ist ein künstlich angelegter See auf dem zentralen Hochplateau in 1158 Metern Höhe in der Bundeshauptstadt Brasília von Brasilien. 

## Geschichte
Bereits 1894 entstand ein Konzept im Rahmen der Studien zur „Nova Capital“ (neue Hauptstadt) von Luís Cruls zum Bau des Stausees. Erbaut wurde er jedoch erst während der Regierungszeit von Präsident Juscelino Kubitschek. Mit der Umgestaltung wurde am 22. Oktober 1956 begonnen und am  21. April 1960  von Präsident Kubitschek eingeweiht.
Der Lago Paranoá bedeckt eine Fläche von rund 48 Quadratkilometern und hat eine maximale Tiefe von 38 Metern. Die mittlere Wassertiefe beträgt 12 Meter. Der See wird im Wesentlichen vom Rio Paranoá und einigen kleinen Nebenflüssen gespeist. Bei der Flutung des Seegebiets entstanden drei Inseln, die Ilha do Paranoá, die Ilha do Retiro und die Ilha dos Clubes. 
Rund um seine Ufer sind Botschaften, Konsulate, Hotels, Restaurants und Wassersporteinrichtungen angesiedelt sowie die offizielle Residenz des Präsidenten der Republik.